# Karl-Erik Berme
Ivan Karl-Erik Berme, folkbokförd Bärme, född 21 januari 1897 i Göteborgs Masthuggs församling, död 25 april 1979, var en svensk tecknare.
Berme studerade vid Slöjdföreningens skola i Göteborg och vid Federal School i USA. Under sin tid i Amerika utförde han ett par dekorativa fasta dekorativa målningar. I Sverige medverkade han som tecknare i dagspressen och i utställningar på Göteborgs konsthall. Hans konst består förutom teckningar av figurmålningar i olja, interiörer och nakenstudier.